# Paronychia saxatilis
Paronychia saxatilis är en nejlikväxtart som beskrevs av Mohammad Nazeer Chaudhri. Paronychia saxatilis ingår i släktet prasselörter, och familjen nejlikväxter. Inga underarter finns listade i Catalogue of Life.